# Univ. Río Matanza Aeroclub
Univ. Río Matanza Aeroclub är en flygplats i Argentina.   Den ligger i provinsen Buenos Aires, i den centrala delen av landet, 17 km sydväst om huvudstaden Buenos Aires. Univ. Río Matanza Aeroclub ligger 7 meter över havet.
Terrängen runt Univ. Río Matanza Aeroclub är mycket platt. Runt Univ. Río Matanza Aeroclub är det mycket tätbefolkat, med 6 959 invånare per kvadratkilometer.. Närmaste större samhälle är Buenos Aires, 17,0 km nordost om Univ. Río Matanza Aeroclub.
Runt Univ. Río Matanza Aeroclub är det i huvudsak tätbebyggt.